# Видунас
Виду́нас (на литовски: Vydūnas (псевдоним); с рождено име Вилхелмас Сторостас (на литовски: Vilhelmas Storostas)) е литовски драматург, философ, културен деятел.

## Ранни години
Бащата на Видунас е учител в начално училище. Видунас е известен и с литовския вариант на името Вилюс Стороста (на литовски: Vilius Storosta). Завършва учителска семинария в град Рагнит (днес Неман). От 1888 г. преподава в различни училища. В университетите на Германия (Грайфсвалд 1896 – 1898 г., Хале 1899 г., Лайпциг 1900 – 1902 г. и Берлин, 1913 – 1919 г.) изучава литература, философия, история на изкуството, история на религията, чужди езици. Преподава в музикално училище в Клайпеда. От 1892 г. живее в Тилзит (днес Советск), преподава английски и френски език в средно училище.

## Национална дейност
Живеейки в Тилзит, Видунас оглавлява културния живот на литовците в Източна Прусия. Организира кръжоци и общества, хорове, изнася лекции, издава литовските периодични издания „Шалтинис“ (на литовски: „Šaltinis“, „Източник“), „Яунимас“ (на литовски: „Jaunimas“, „Младеж“) и др. Пише няколко статии и брошури на немски език за литовците, тяхната история и култура.

## Литературно творчество
Автор е на пиесите „Сенките на предците“ (на литовски: „Probočių šešėliai“, 1908 г.), „Вечен огън“ (на литовски: „Amžina ugnis“, 1912 г.), „Световният пожар“ (на литовски: „Pasaulio gaisras“, 1928) и др.
Драматичните му произведения са основани на символистичната естетика и близки до старинните жанрове мистерия и морал.
През 1927 г. става член на „ПЕН клуба“ и до следвоенните години остава единственият литовец, приет в тази световна организация на писателите, основана през 1921 г.

## Философия
Във философските и религиозно-мистичните статии и трактати „Смърт и какво следва“, „Тайнственото величие на човека“ (1907 г.), „Жизнената основа на народа“ (1920 г.) развива еклектично учение, основано на елементите на неоплатонизъм, Бхагавад гита и теософските рецепции на индийските религиозно-философски учения. Пропагандира вегетарианство, към което се придържа самия той.

## Късни години
С идването на власт в Германия на НСДАП, Видунас е подложен на репресии. През 1938 г. е арестуван и затворен, но благодарение на протестите на известни деятели на културата е освободен. През 1944 г., с приближаването на съветските войски, Видунас се евакуира, както и другите жители на Тилзит. Умира в Детмолд. През 1991 г. прахът на Видунас е пренесен в гроб в Битенай (Шилутски район).

## Памет
Видунас е изобразен на банкнотата от 200 лита. В селището Кинтай на Шилутски район, от 1988 г. действа Културен център „Видунас“, който включва в себе си мемориална експозиция. Центърът е устроен в зданието на бившето училище (построено през 1705 г.), в което преподава Видунас в периода 1888 – 1892 г. Главният експонат на експозицията е арфата на Видунас (изработена в Лондон и придобита от него в Тилзит), на която той свири ежедневно сутрин и вечер, за да установи хармония между своя атман и вселенския брахман.
В град Съветск, в къщата, в която е живял Видунас, е сложена мемориална дъска с барелеф на философа. Освен това в града има и музей на Видунас.